# Градске општине града Београда
Београдске општине су градске општине града Београда.
Градска општина је део територије града Београда у којој се врше одређени послови локалне самоуправе утврђени Статутом града. Грађани учествују у вршењу послова градске општине преко изабраних одборника у скупштину градске општине, путем грађанске иницијативе, збора грађана и референдума, у складу са Уставом, законом, Статутом града и актима градске општине.

## Органи градске општине
(Основни) органи градске општине су скупштина градске општине, председник градске општине, веће градске општине и управа градске општине.
Скупштина градске општине има од 19 до 75 одборника, које грађани бирају на непосредним изборима, тајним гласањем, на 4 године, а сходном применом закона о локалним изборима. Председника скупштине и заменика председника скупштине бира Скупштина градске општине из реда одборника.
Председник градске општине је председник већа градске општине, а бира га Скупштина општине из реда одборника (на 4 године, тајним гласањем, већином гласова свих одборника), а на предлог председника скупштине градске општине, док његовог заменика бира на исти начин (само на предлог кандидата за председника градске општине).
Веће градске општине чине председник градске општине, заменик председника градске општине и највише 11 чланова. Чланове већа градске општине бира скупштина градске општине из реда одборника и из реда грађана (истовремено са избором председника општине и његовог заменика), а на предлог кандидата за председника општине.
Управа градске општине је јединствен орган, којим руководи начелник управе градске општине (који може имати и заменика) а које поставља веће градске општине на период од 5 година, а на основу јавног огласа.

## Градске општине
| Мапа београдских општина |

Градске општине:
- Чукарица
- Нови Београд
- Палилула
- Раковица
- Савски венац
- Стари град
- Вождовац
- Врачар
- Земун
- Звездара
- Барајево
- Гроцка
- Лазаревац
- Младеновац
- Обреновац
- Сопот
- Сурчин

## Основне информације о општинама
Површине, број становника, и густине насељености београдских општина:
| Грб општине | Општина      | Површина (km²) | Становника | Густина (ст./km²) | Председник општине           | Локација на карти свих општина |
| ----------- | ------------ | -------------- | ---------- | ----------------- | ---------------------------- | ------------------------------ |
|             | Барајево     | 213            | 24.641     | 115,7             | Братољуб Станисављевић (СНС) |                                |
|             | Вождовац     | 149            | 151.768    | 1.018,6           | Бојана Јакшић (СНС)          |                                |
|             | Врачар       | 3              | 58.386     | 19.462            | Милан А. Недељковић (СНС)    |                                |
|             | Гроцка       | 289            | 75.466     | 261,1             | Саша Чапрић (СНС)            |                                |
|             | Звездара     | 32             | 132.621    | 4.144,4           | Михаило Досковић (СНС)       |                                |
|             | Земун        | 150,26[2]      | 191.645    | 1.275,4           | Гаврило Ковачевић (СНС)      |                                |
|             | Лазаревац    | 384            | 58.511     | 152,4             | Томислав Рикановић (СНС)     |                                |
|             | Младеновац   | 339            | 52.490     | 154,8             | Богдан Вуксановић (СНС)      |                                |
|             | Нови Београд | 40,96          | 217.773    | 5.316,72          | Ивана Николић (СНС)          |                                |
|             | Обреновац    | 410            | 70.975     | 173,1             | Милош Станојевић (СНС)       |                                |
|             | Палилула     | 447            | 155.902    | 348,8             | Ивана Медић (СНС)            |                                |
|             | Раковица     | 30             | 99.000     | 3.300             | Милош Симић (СНС)            |                                |
|             | Савски венац | 14             | 42.505     | 3.036,1           | Милош Видовић (СНС)          |                                |
|             | Сопот        | 271            | 20.390     | 75,2              | Живорад Милосављевић (СНС)   |                                |
|             | Стари град   | 7              | 55.543     | 7.934,7           | Радослав Марјановић (СНС)    |                                |
|             | Сурчин       | 220[3]         | 55.000[3]  | 250               | Милош Дангубић (СНС)         |                                |
|             | Чукарица     | 156            | 168.508    | 1.080,2           | Никола Аритоновић (СНС)      |                                |